# Instrucción Cívica (álbum)
El álbum Instrucción Cívica de la banda homónima, se lanza un año después de Obediencia Debida. Con un estilo musical y sonoro similar al anterior, a falta de un tema «gancho», no obtuvo la popularidad esperada. Esto llevó a la disolución del grupo musical un año después.

## Descripción
Grabado en estudios ION entre junio y julio de 1987. 
A cargo de la discográfica Discos CBS S.A.I.C.F.
Su distribución se realizó en formato disco de vinilo y casete.

## Lista de canciones
Lado A
1. Seguro Que Va A Caer (K. Johansen) - 03:56
2. Condenado Por Normal (J. Benjamín y K. Johansen) - 02:48
3. No Te Olvides Nunca De Mi (K. Johansen) - 04:26
4. Durmiendo En Los Laureles (K. Johansen) - 03:58
5. Cuevas (K. Johansen) - 03:54

Lado B
1. Sangre En El Tintero (K. Johansen) - 05:00
2. Arritmia (K. Johansen) - 03:44
3. No Quiero Un Harén (K. Johansen) - 04:27
4. Volver A Londres (K. Johansen) - 05:00

## Músicos
- Kevin Johansen: guitarras, voz
- Julián Benjamín: teclados, voz
- Ariel Mesch: guitarras
- Daniel Krause: bajo
- Ariel Senderowich: batería
- Alejandro Terán: clarinete y saxo
- Axel Krygier: saxo
- Colaboradores: Augusto Sarría, Matías Giménez y Enrique Lynch